# Beth Rowley
Beth Rowley (10 de Outubro de 1981, Lima, Peru) é uma cantora e compositora britânica de jazz, pop e blues. Lançou o disco Little Dreamer em 2008, o qual atingiu o Top 10 das paradas britânicas e rendeu uma nomeação ao BRIT Awards, na categoria de Melhor Artista Solo Feminina .

## Carreira
A cantora já gravou três EPs: Beth Rowley (2004), Sweet Hours (2006) e Violets (2007); e um álbum de estúdio, Little Dreamer (2008); sendo que este último foi lançado no Reino Unido em 19 de maio de 2008 e chegou ao número 6 das paradas britânicas. O disco rendeu à cantora uma indicação ao BRIT Awards de Melhor Artista Solo Feminino Britânico.
Beth Rowley também já gravou músicas para trilhas sonoras de filmes. Em 2008 o filme Amor extremo contou com a canção Careless Talk, gravada pela cantora. O filme trás no elenco Keira Knightley, Sienna Miller e Matthew Rhys. Em 2009 ela participou do filme indicado ao Oscar de melhor filme Educação, como uma cantora de jazz de uma boate noturna dos anos 60. Na trilha sonora oficial da película há duas faixas com sua performance, uma regravação da clássica A sunday kind of love e a inédita You Got Me Wrapped Around Your Little Finger.